# Brassavola reginae
Brassavola reginae är en orkidéart som beskrevs av Guido Frederico João Pabst. Brassavola reginae ingår i släktet Brassavola och familjen orkidéer. Inga underarter finns listade i Catalogue of Life.

## Bildgalleri

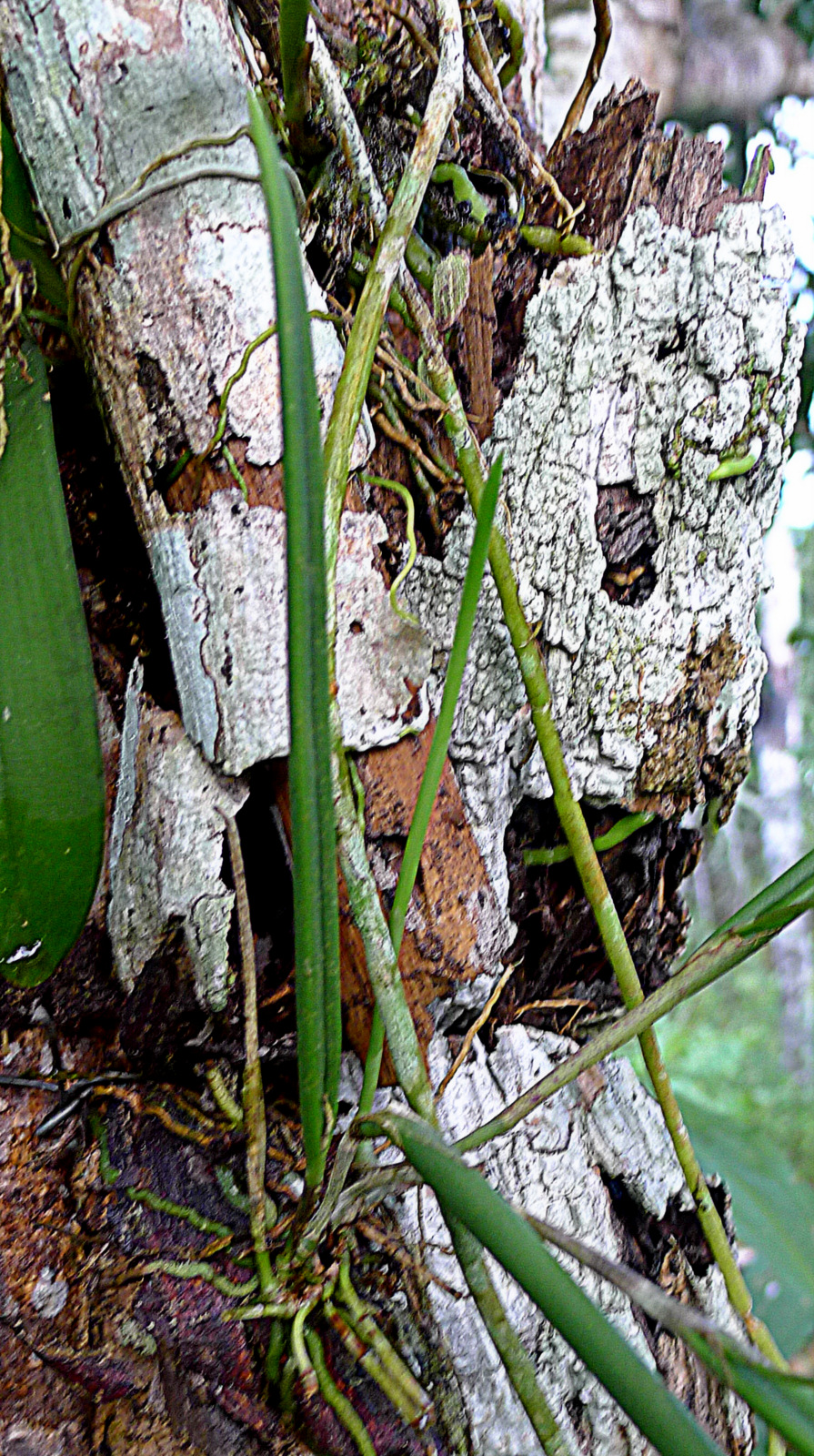
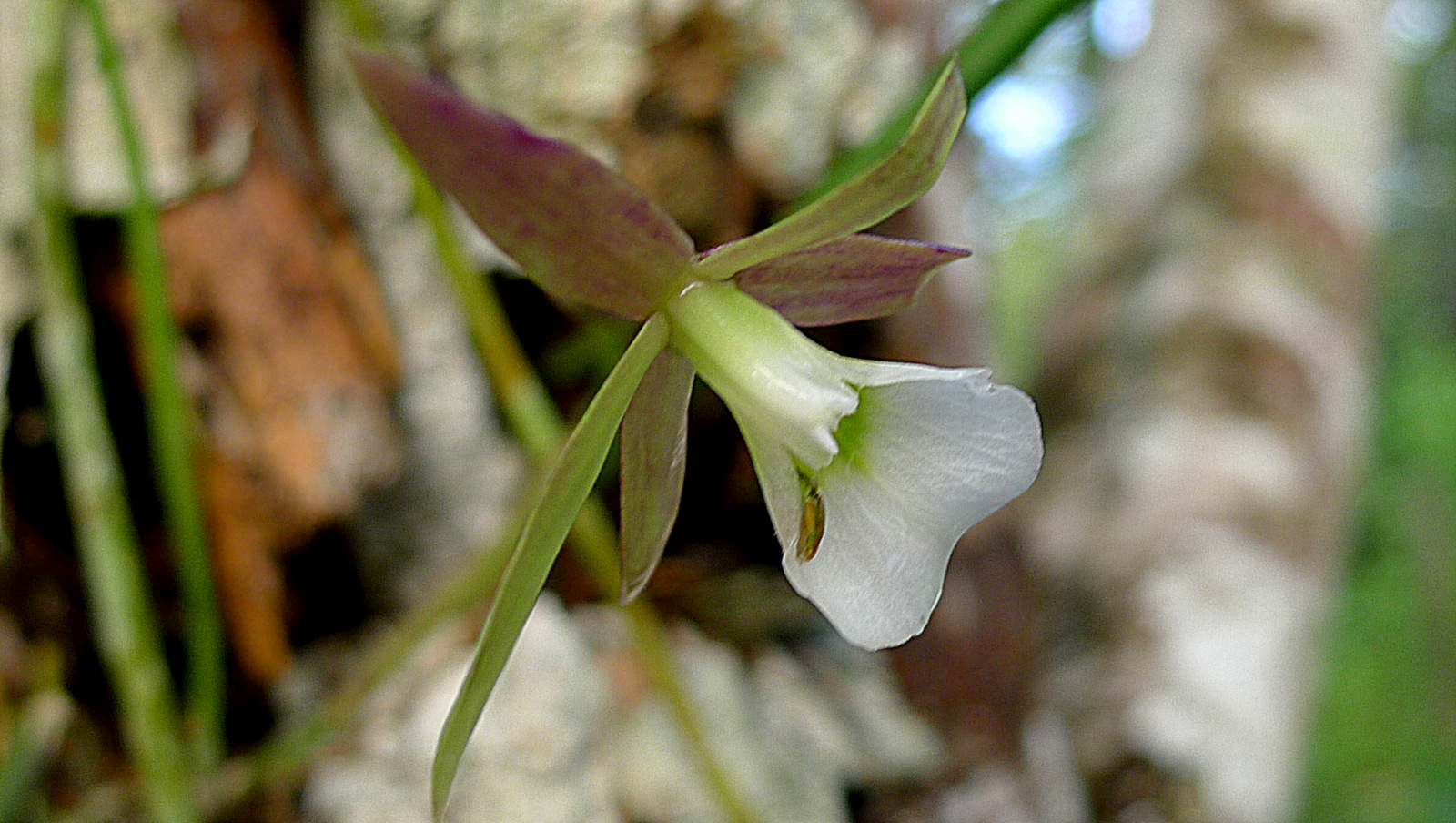
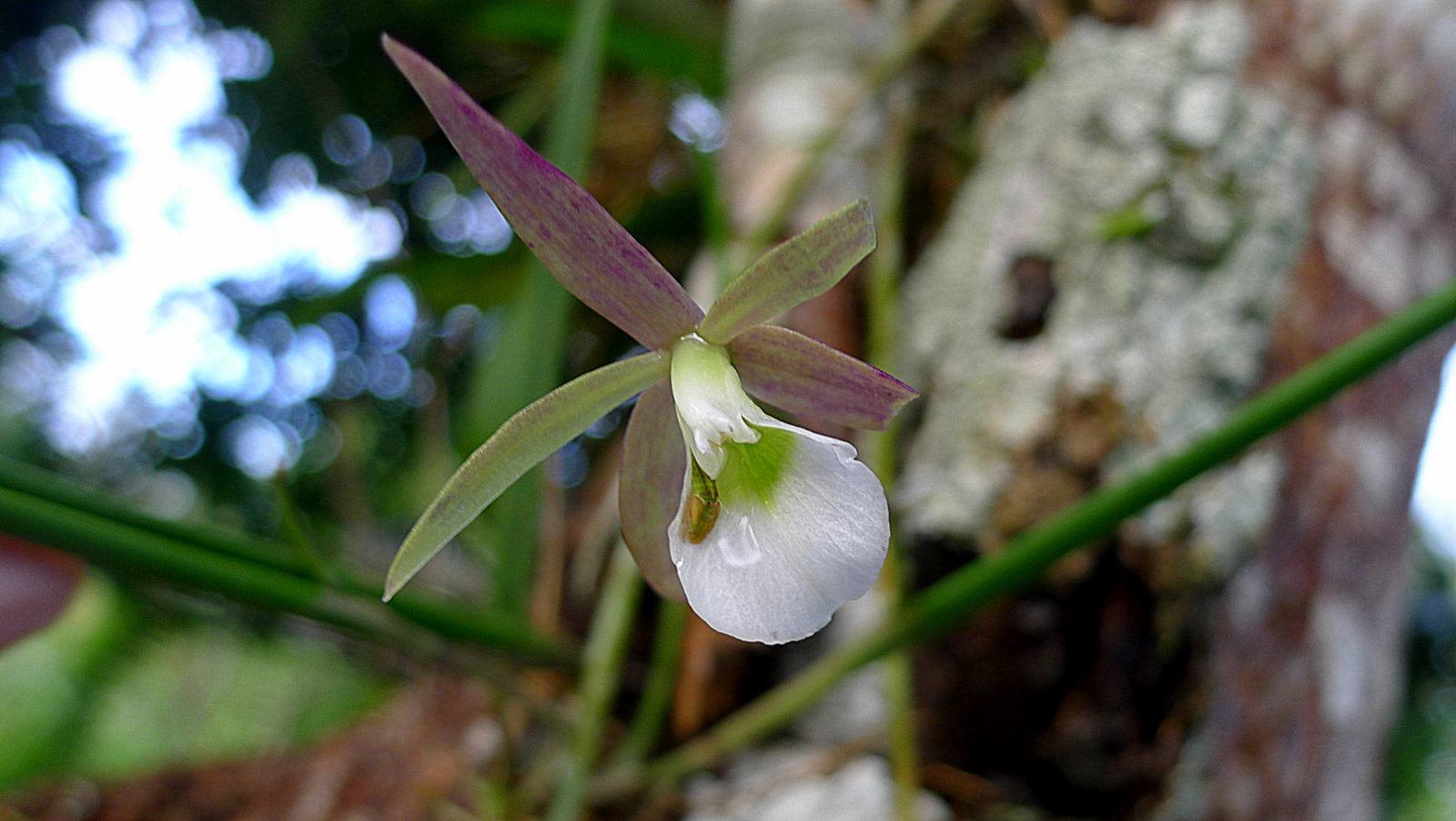
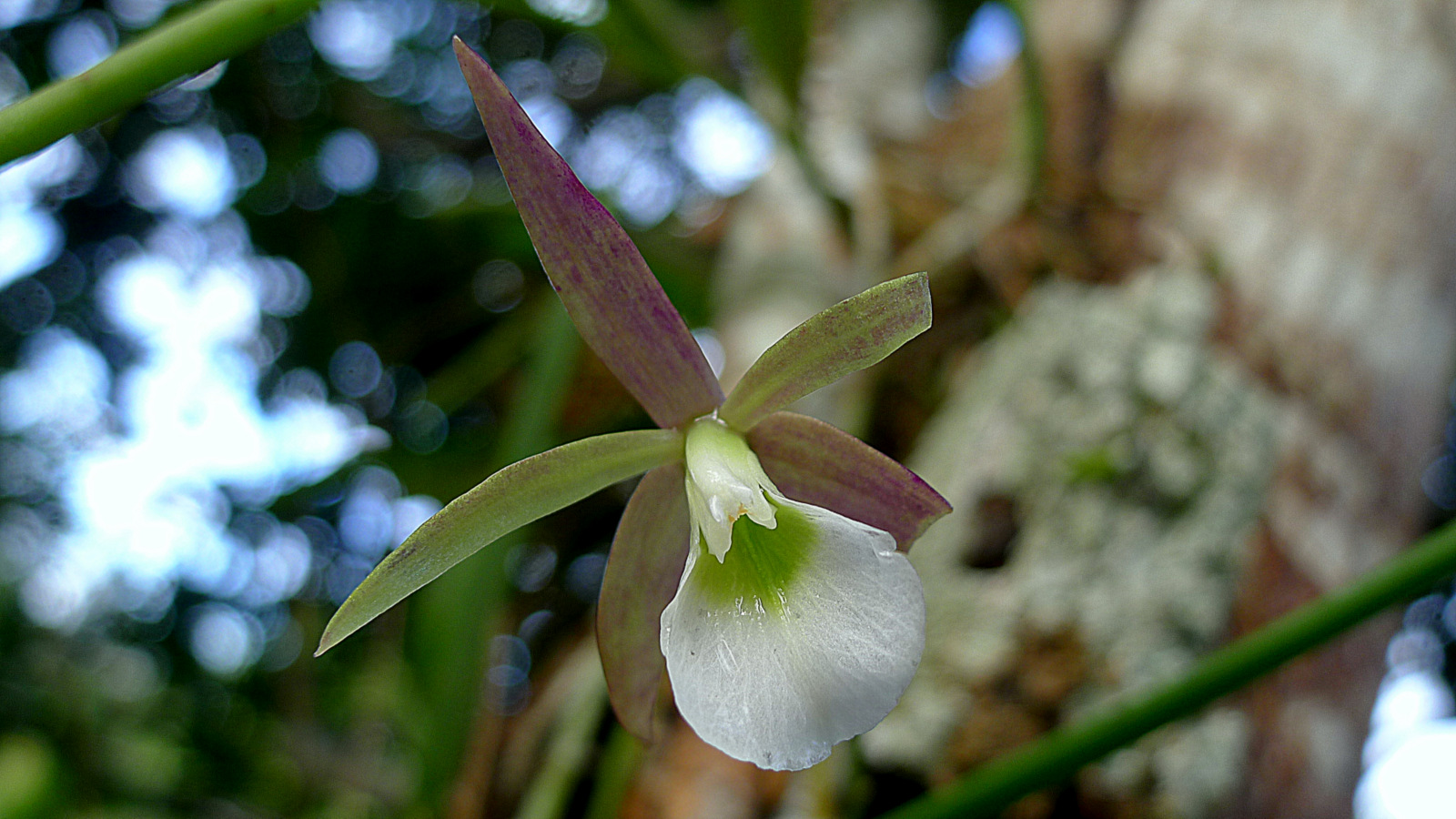